# 상주시의회
상주시의회는 경상북도 상주시 지역을 관할하는 기초의회이다.